# Palpomyia trifasciata
Palpomyia trifasciata är en tvåvingeart som beskrevs av Wirth 1952. Palpomyia trifasciata ingår i släktet Palpomyia och familjen svidknott. Inga underarter finns listade i Catalogue of Life.